# Ophioplinthus brucei
Ophioplinthus brucei är en ormstjärneart som först beskrevs av Jean Baptiste François René Koehler 1908.  Ophioplinthus brucei ingår i släktet Ophioplinthus och familjen fransormstjärnor. Inga underarter finns listade i Catalogue of Life.